# Grendelbruch
Grendelbruch település Franciaországban, Bas-Rhin megyében. Lakosainak száma 1224 fő (2022. január 1.). Grendelbruch Barembach, Bœrsch, Mollkirch, Muhlbach-sur-Bruche, Natzwiller, Ottrott, Rosheim és Russ községekkel határos.

## Népesség
A település népességének változása:
| Lakosok száma | 1265 | 1233 | 1222 | 1201 | 1209 | 1218 | 1226 | 1224 | 1224 |
|               | 2013 | 2015 | 2016 | 2017 | 2018 | 2019 | 2020 | 2021 | 2022 |